# Belohina inexpectata
Belohina inexpectata är en skalbaggsart som beskrevs av Renaud Maurice Adrien Paulian 1958. Belohina inexpectata ingår i släktet Belohina och familjen Belohinidae. Inga underarter finns listade.